# باسكال لانجديل
باسكال لانجديل (بالإنجليزية: Pascal Langdale)‏ هو ممثل بريطاني، ولد في 5 سبتمبر 1973 بدبلن في جمهورية أيرلندا.

## أعمال

### أفلام
- (2004) شبح الأوبرا[5]

## وصلات خارجية
- باسكال لانجديل على موقع IMDb (الإنجليزية)
- باسكال لانجديل على موقع ألو سيني (الفرنسية)
- باسكال لانجديل على موقع أول موفي (الإنجليزية)
- باسكال لانجديل على موقع قاعدة بيانات الفيلم (الإنجليزية)
- باسكال لانجديل على موقع كينوبويسك (الروسية)